# Diplazon erugatus
Diplazon erugatus är en stekelart som beskrevs av Dasch 1964. Diplazon erugatus ingår i släktet Diplazon och familjen brokparasitsteklar. Inga underarter finns listade i Catalogue of Life.